# Maniwaki
Maniwaki es una ciudad de la provincia de Quebec, Canadá. Está ubicada en el municipio regional de condado de La Vallée-de-la-Gatineau y a su vez, en la región administrativa de Outaouais.

## Geografía

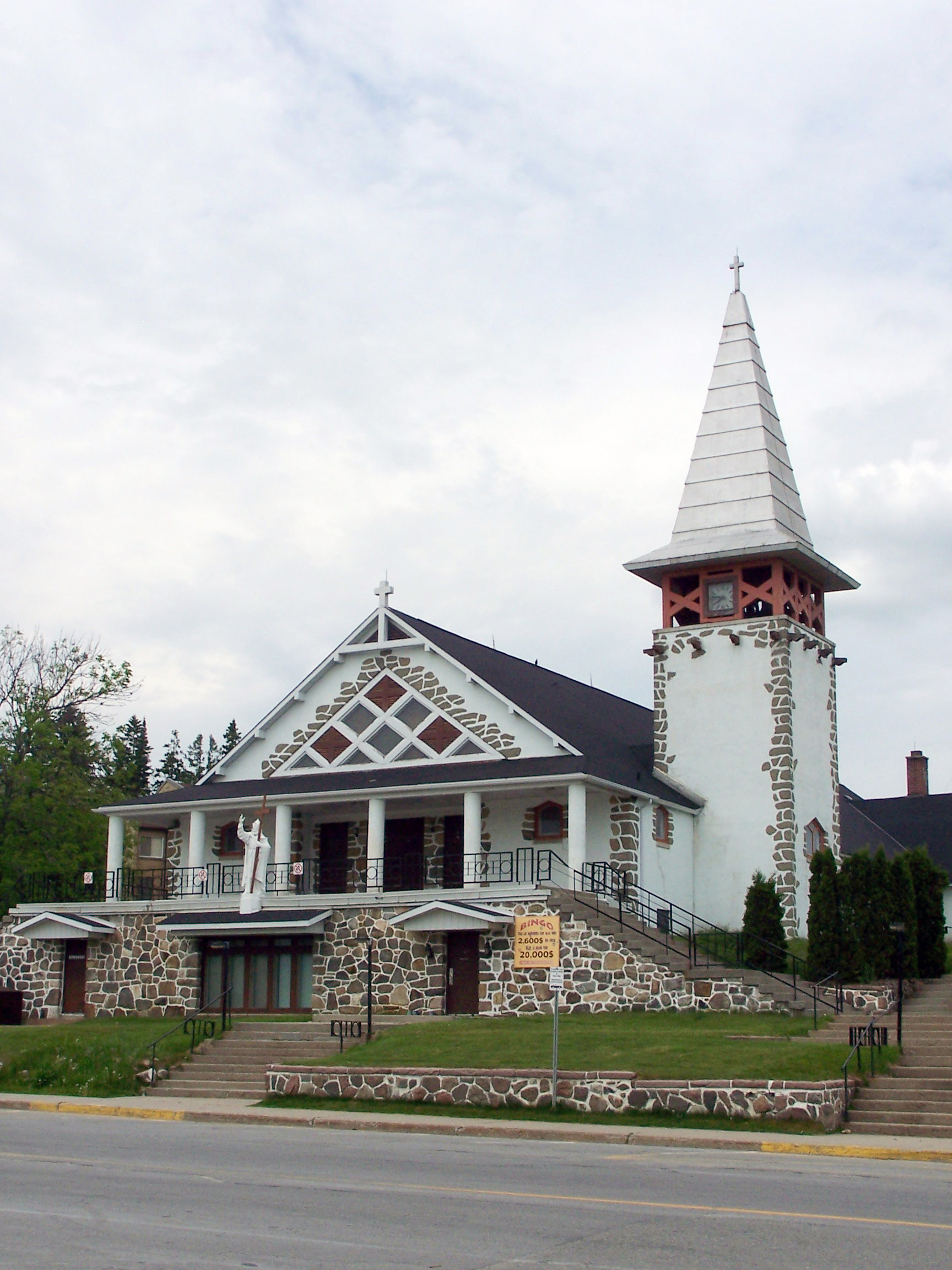
Iglesia Christ-Roi

Según Statistique Canada, Maniwaki tiene una superficie total de 5,80 km² y es una de las 1135 municipalidades en las que está dividido administrativamente el territorio de la provincia de Quebec.

## Política
Maniwaki está incluida en el MRC de La Vallée-de-la-Gatineau. El consejo municipal comprende, en más del alcalde, seis consejeros representando seis barrios. El alcalde actual (2015) es Robert Coulombe.
|                               | 2005-2009              | 2009-2013          | 2013-2017          |
| Alcalde                       | Robert Coulombe        | Robert Coulombe    | Robert Coulombe    |
| 1 - Comeau                    | Jacques Cadieux        | Jacques Cadieux    | Jacques Cadieux    |
| 2 - Oblats                    | Bruno Robitaille       | Bruno Robitaille   | Francine Fortin    |
| 3 - Champagne                 | Estelle Labelle        | Estelle Labelle    | Estelle Labelle    |
| 4 - Montcalm                  | Micheline Vaillancourt | Louis-André Hubert | Michel Lyrette     |
| 5 - Gilmore                   | Charlotte Thibault     | Charlotte Thibault | Charlotte Thibault |
| 6 - Henri-Bourassa — Montcerf | Mario Gauthier         | Rémi Fortin        | Rémi Fortin        |

* Al inicio del termo pero no al fin.  ** Al fin del termo pero no al inicio.
El territorio de Maniwaki forma parte de las circunscripciones electorales de Gatineau a nivel provincial y de Pontiac a nivel federal.

## Demografía
Según el censo de Canadá de 2011, había 3930 personas residiendo en esta ciudad con una densidad de población de 677,7 hab./km². Los datos del censo mostraron que de las 4102 personas censadas en 2006, en 2011 hubo una disminución poblacional de 172 habitantes (-4,2%). El número total de inmuebles particulares resultó de 2125 con una densidad de 366,38 inmuebles por km². El número total de viviendas particulares que se encontraban ocupadas por residentes habituales fue de 1934.
Evolución de la población total, 1991-2015
E : Utilizar con prudencia.